# Bronisław Bernacki
Bronisław Bernacki (in ucraino Броніслав Бернацький?, Bronislav Bernac'kyj; Murafa, 30 settembre 1944 – Vinnycja, 12 novembre 2024) è stato un vescovo cattolico ucraino.

## Biografia
Bronisław Bernacki nacque a Murafa, un villaggio nel Distretto di Žmerynka dell'Oblast' di Vinnycja, il 30 settembre 1944.

### Formazione e ministero sacerdotale
Studiò nel seminario maggiore di Riga.
Il 28 maggio 1972 fu ordinato presbitero a Riga dal vescovo Julijans Vaivods, amministratore apostolico di Liepāja e di Riga. In seguito fu vicario parrocchiale, parroco di Bar, parroco e decano di Murafa e vicario generale della diocesi di Kam"janec'-Podil's'kyj.

### Ministero episcopale
Il 4 maggio 2002 papa Giovanni Paolo II lo nominò primo vescovo della nuova diocesi di Odessa-Sinferopoli. Ricevette l'ordinazione episcopale il 4 luglio successivo per imposizione delle mani del cardinale Marian Jaworski, arcivescovo metropolita di Leopoli, co-consacranti l'arcivescovo Nikola Eterović, nunzio apostolico in Ucraina, e il vescovo di Lesina Slobodan Štambuk.
Nel settembre del 2007 e nel febbraio del 2015 compì la visita ad limina.
Il 18 febbraio 2020 papa Francesco accolse la sua rinuncia al governo pastorale della diocesi per raggiunti limiti di età; gli successe il vescovo coadiutore Stanislav Šyrokoradjuk.
Dal 1º dicembre 2018 al 18 febbraio 2020 fu presidente della Conferenza episcopale dell'Ucraina.

## Genealogia episcopale e successione apostolica
La genealogia episcopale è:
- Cardinale Scipione Rebiba
- Cardinale Giulio Antonio Santori
- Cardinale Girolamo Bernerio, O.P.
- Arcivescovo Galeazzo Sanvitale
- Cardinale Ludovico Ludovisi
- Cardinale Luigi Caetani
- Cardinale Ulderico Carpegna
- Cardinale Paluzzo Paluzzi Altieri degli Albertoni
- Papa Benedetto XIII
- Papa Benedetto XIV
- Papa Clemente XIII
- Cardinale Enrico Benedetto Stuart
- Papa Leone XII
- Cardinale Chiarissimo Falconieri Mellini
- Cardinale Camillo Di Pietro
- Cardinale Mieczysław Halka Ledóchowski
- Cardinale Jan Maurycy Paweł Puzyna de Kosielsko
- Arcivescovo Józef Bilczewski
- Arcivescovo Bolesław Twardowski
- Arcivescovo Eugeniusz Baziak
- Papa Giovanni Paolo II
- Cardinale Franciszek Macharski
- Cardinale Marian Jaworski
- Vescovo Bronisław Bernacki

La successione apostolica è:
- Vescovo Jacek Pyl, O.M.I. (2013)